# Bulbophyllum hyalinum
Bulbophyllum hyalinum är en orkidéart som beskrevs av Rudolf Schlechter. Bulbophyllum hyalinum ingår i släktet Bulbophyllum och familjen orkidéer. Inga underarter finns listade i Catalogue of Life.